# Rupert England
Pour les articles homonymes, voir England.
Rupert England était un explorateur de l'Antarctique qui commanda notamment le navire Aurora lors des débuts de l'expédition Endurance. Il eut de grandes difficultés à assumer son commandement en ayant une grande partie de l'équipage contre lui, y compris Ernest Shackleton qui le remplaça dès que possible[réf. nécessaire].